# Roberto Esposito
Roberto Esposito (ur. 4 sierpnia 1950) – włoski filozof kojarzony z wkładu w koncepcję biopolityki. Profesor filozofii teoretycznej w Scuola Normale Superiore w Pizie. Po polsku ukazał się wybór jego tekstów Pojęcia polityczne. Wspólnota, immunizacja, biopolityka.

## Życie
Esposito urodził się w niewielkiej miejscowości Piano di Sorrento w pobliżu Neapolu, gdzie studiował na uniwersytecie im. Fryderyka II. Jego pierwszą publikacją była monografia poświęcona myśli politycznej Rousseau i Vica (Vico e Rousseau e il moderno stato borghese, Vico i Rousseau oraz nowoczesne państwo burżuazyjne), wydana w 1976 roku. Od tamtej pory Esposito publikuje regularnie na liczne tematy, w języku włoskim ukazało się już ponad 20 jego książek. Prowadził gościnne wykłady na licznych uniwersytetach na całym świecie, a od wielu lat wykłada filozofię teoretyczną na prestiżowej Scuola Normale Superiore.

## Myśl filozoficzna
Oryginalna myśl Esposita łączona jest z pojęciem biopolityki, czyli perspektywy filozoficznej, która rozpatruje ludzkie życie w kontekście tego, jak organizowane jest ono politycznie, społecznie i prawnie. Do współczesnej filozofii wprowadził takie rozumienie biopolityki Michel Foucault w swoich wykładach z 1976 roku, wydanych później pod tytułem Trzeba bronić społeczeństwa. Od niego przejęli ją liczni filozofowie włoscy, tacy jak Giorgio Agamben, Antonio Negri czy właśnie Esposito. U tego ostatniego namysł nad biopolityką zawsze łączy się z namysłem nad ideą wspólnoty, a także próbą nadania nowych definicji pojęciom, którymi definiują ją współcześni Europejczycy.
Tłumaczenia artykułów Esposita poświęconych aktualnym tematom oraz omówienia jego koncepcji polityczności pojawiały się w czasopiśmie „Praktyka Teoretyczna” oraz w miesięczniku „Znak”. W artykule Europa i filozofia Esposito wyjaśniał swoją wizję Europy, a także europejskiej filozofii:

Należy podważyć sztuczną alternatywę pomiędzy demokracjami narodowymi i demokracją europejską, czyniąc z tych pierwszych siłę napędową drugiej, i vice versa. To właśnie powinno, musi stanowić szczególną misję „wielkiej przestrzeni” europejskiej, w ramach jeszcze większej przestrzeni globalnej: wskazanie możliwej do zrealizowania alternatywy wobec dzisiejszej globalizacji, odmiennej zarówno od neoliberalnego kapitalizmu amerykańskiego, jak i od tego autorytarnego, o azjatyckiej proweniencji (...) Czym innym była Europa przez wszystkie lata swojego istnienia, jeśli nie punktem, z którego patrzy na świat i swoją w nim rolę? Nawet wtedy gdy przysłaniały go egoizm i wola mocy, nigdy nie stracił on łączności z wartościami uważanymi za niezbywalne, choć zbyt często zdradzanymi. Od włoskiego renesansu po francuskie oświecenie i niemiecki idealizm europejska myśl zawierała w sobie zawsze ziarno emancypacji, która odsyłała do idei równości ludzi i narodów.

Oprócz oryginalnych prac filozoficznych i artykułów na aktualne tematy polityczne Esposito, zgodnie ze swoją koncepcją wspólnoty, wielokrotnie nawiązywał dialog z klasyczną filozofią niemiecką i francuską, a także ze współczesnymi sobie filozofami włoskimi. Wśród francuskich myślicieli, z którymi wchodził w dialog, znajdowali się, poza Michelem Foucault, również Jacques Derrida i Jean-Luc Nancy. W kontekście włoskiej tradycji filozoficznej próbował dać podwaliny zdobywającej popularność w świecie anglojęzycznym Italian Theory, którą opisywał w pochodzącej z 2010 roku rozprawie Pensiero vivente. Origine e attualità della filosofia italiana (Żywa myśl. Pochodzenie i aktualność włoskiej filozofii).

## Publikacje w języku polskim
- Pojęcia polityczne. Wspólnota, immunizacja, biopolityka, tłum. Katarzyna Burzyk, Mateusz Burzyk, Monika Surma-Gawłowska, Joanna Teresa Ugniewska-Dobrzańska, Magdalena Wrana, seria Horyzonty Nowoczesności, Towarzystwo Autorów i Wydawców Prac Naukowych Universitas, Kraków 2015, ISBN 978-83-2422714-3